# Regatul Unit la Concursul Muzical Eurovision Junior
Regatul Unit a debutat la Concursul Muzical Eurovision Junior în anul 2003.  

## Rezultate
| An   | Gazda       | Artist        | Titlu                     | Poziție | Puncte |
| ---- | ----------- | ------------- | ------------------------- | ------- | ------ |
| 2003 | Copenhaga   | Tom Morley    | "My Song For The World"   | 3       | 118    |
| 2004 | Lillehammer | Cory Spedding | "The Best is Yet to Come" | 2       | 140    |
| 2005 | Hasselt     | Joni Fuller   | "How Does It Feel?"       | 14      | 28     |
| 2022 | Erevan      | Freya Skye    | "Lose My Head"            | 5       | 146    |

## Istoria voturilor (2003-2005)
Regatul Unit a dat cele mai multe puncte pentru ...
| Poziție | Țară      | Puncte |
| ------- | --------- | ------ |
| 1       | Spania    | 31     |
| 2       | Croația   | 20     |
| 3       | Grecia    | 18     |
| 4       | Danemarca | 15     |
| =       | Belarus   | 15     |
| 5       | Malta     | 14     |

Regatul Unit a primit cele mai multe puncte de la ...
| Poziție | Țară          | Puncte |
| ------- | ------------- | ------ |
| 1       | Malta         | 27     |
| 2       | Danemarca     | 25     |
| 3       | Belarus       | 24     |
| 4       | Țările de Jos | 21     |
| 5       | România       | 20     |
| =       | Spania        | 20     |